# Синови Израела
Бене Израел је једна од три групе Јевреја у Индији. Порекло „Синова Израела” није потпуно разјашњено. Верује се да су избегли из Галилеје пре II века п. н. е. и да су доживели бродолом близу обала Индије. Верује се да је бродолом преживело седам парова, који су остали без игде ичега. Изоловани од осталих Јевреја, већи део њих је асимилован у индијски систем каста, али су они наставили унутар тог система да упражњавају своју веру, законе исхране, обрезивање дечака на осми рођендан и поштовање суботе, када нису ништа радили. Данашњи припадници „Синова Израела” говоре маратхи и енглески. Многи од њих емигрирали су у Израел.